# Вищий клас

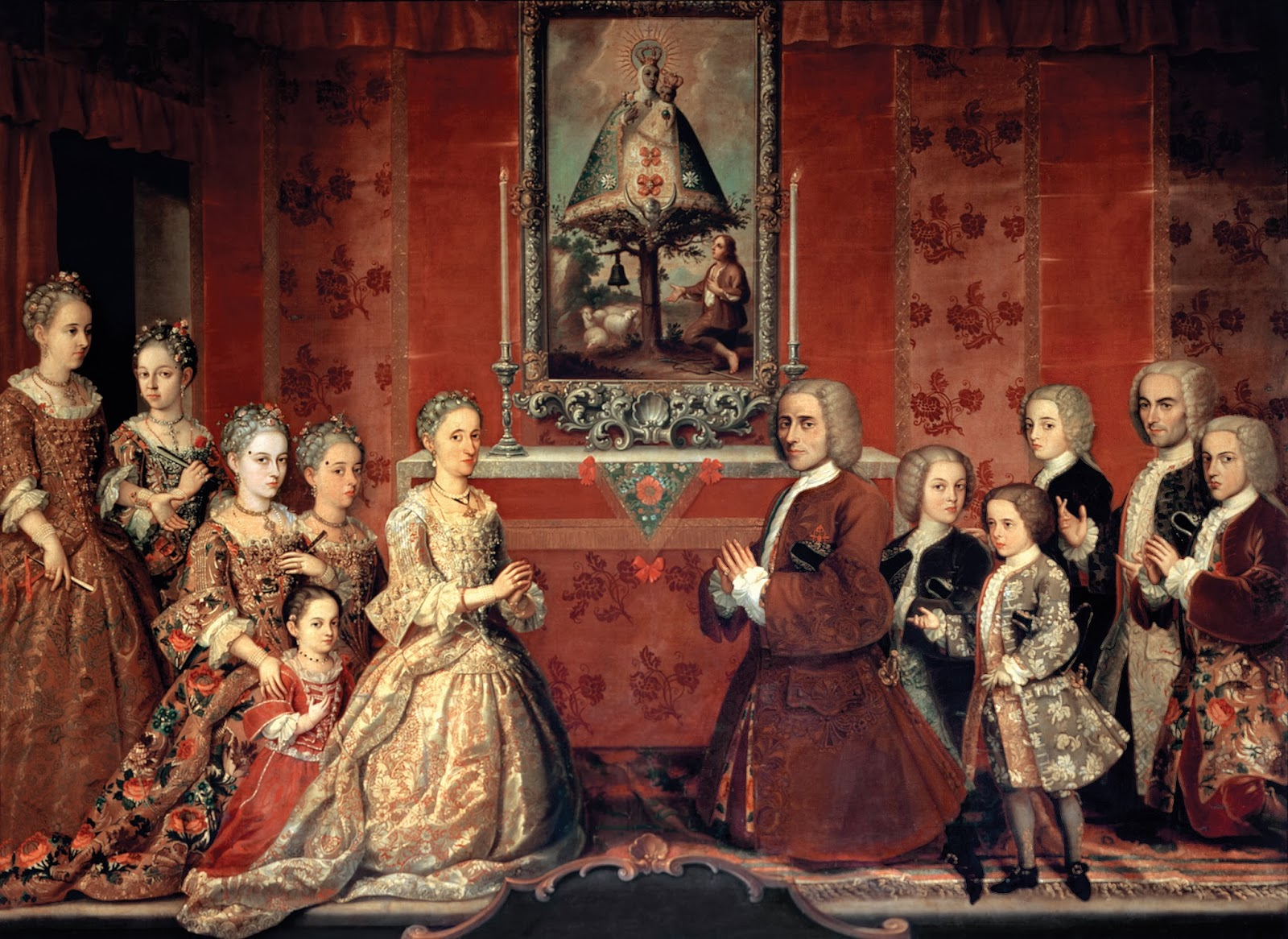
Портрет родини вищого класу XVIII ст. з Нової Іспанії

Вищий клас (англ. upper class) — соціальний клас, що складається з людей, які мають найвищий соціальний статус, як правило, є найбагатшими членами класового суспільства та мають найбільшу політичну силу.
Згідно з цим поглядом, вищий клас, як правило, відрізняється величезним багатством, яке передається з покоління в покоління.
До ХХ ст. акцент робився на аристократії, яка робила акцент на спадковому шляхетському походженні, а не лише на наявності багатства.
Оскільки вищі класи суспільства можуть більше не керувати суспільством, в якому вони живуть, їх часто називають старими вищими класами, і вони часто культурно відрізняються від нещодавно багатих середніх класів, які мають тенденцію домінувати в суспільному житті в сучасному суспільному житті демократії. Згідно з останньою думкою, яку дотримуються традиційні вищі класи, розмір індивідуального багатства чи слави не перетворить людину з нерозбірливого походження на члена вищого класу, оскільки людина повинна народитися в сім'ї цього класу і виховуватися таким чином, щоб усвідомити цінності, традиції та культурні норми вищого класу. Термін часто використовується в поєднанні з такими поняттями, як верхній середній клас, середній клас та робочий клас, як частина моделі соціальної стратифікації.